# Zygorhizidium willei
Zygorhizidium willei är en svampart som beskrevs av Löwenthal 1904. Zygorhizidium willei ingår i släktet Zygorhizidium och familjen Chytridiaceae.   Inga underarter finns listade i Catalogue of Life.